# Подмораживание рыбы

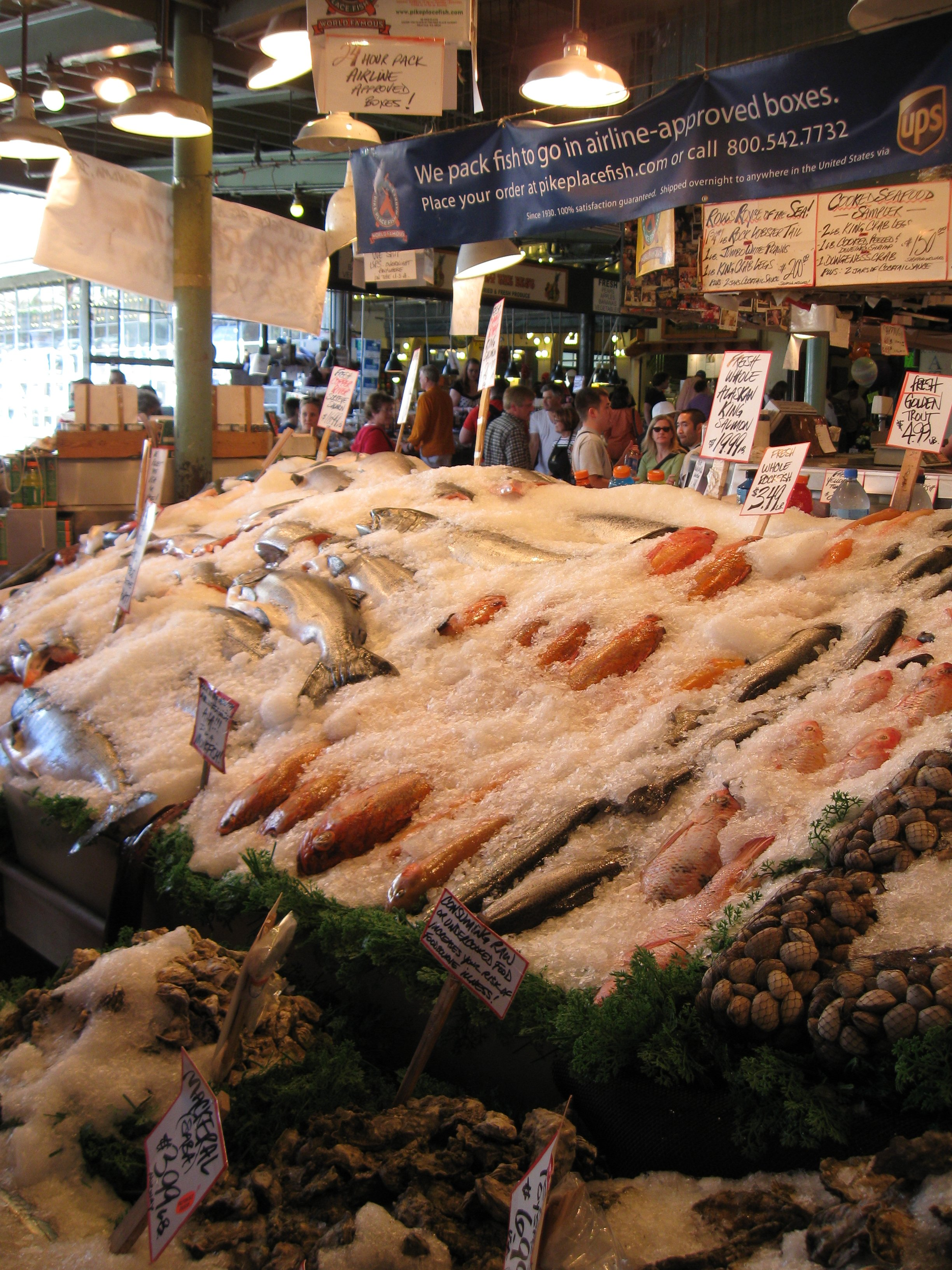
Ассортимент свежей рыбы во льду на прилавке Пайк-Плейс-маркета. Сиэтл

Подмораживание рыбы — способ консервирования рыбы холодом, промежуточный между охлаждением и замораживанием. Подмороженную рыбу также называют переохлаждённой или рыбой глубокого охлаждения. Температура подмороженной рыбы составляет от −1 °C до −3 °C. Подмораживание обеспечивает удлинение сроков хранения рыбы и позволяет транспортировать её без льда, что обеспечивает снижение затрат труда по разгрузке и сортировке. Тем не менее, в Советском Союзе вплоть до 1980-х годов подмораживание применялось лишь ограниченно ввиду отсутствия необходимой материально-технической базы холодильной промышленности.
Подмораживание рыбы производится в воздушных и рассольных морозильных аппаратах, затем её помещают в камеры хранения с температурой −2 °C… −3 °C. По истечении предельного срока хранения подмороженная рыба направляется на производство рыбной продукции. Наиболее оптимальной конечной температурой подмороженной рыбы является −2 °C, она обеспечивает удлинение срока хранения на 8—10 суток по сравнению со сроком хранения охлаждённой рыбы. По своим качественным показателям подмороженная рыба практически не отличается от свежей охлаждённой и может быть реализована как свежая рыба.